# یوتیکا (میشیگان)
یوتیکا، میشیگان (به انگلیسی: Utica, Michigan) یک شهر در ایالات متحده آمریکا با جمعیت ۴٬۷۵۷ نفر است که در میشیگان واقع شده‌است.

## موقعیت جغرافیایی
موقعیت جغرافیایی شهرها و مناطق اطراف به شرح زیر است: